# Igreja Nossa Senhora da Conceição (Viana)
Igreja Nossa Senhora da Conceição é uma igreja católica fundada no ano de 1817 em Viana, município localizado no interior do estado do Espírito Santo.

## História
Localizada na cidade de Viana, no interior do estado do Espírito Santo, a Igreja de Nossa Senhora da Conceição foi construída entre os anos de 1815 e 1817. A igreja que possui características arquitetônicas de Barroco foi construída por colonos açorianos. A primeira missa foi celebrada em 24 de junho de 1816, antes do término da construção da igreja.
No ano seguinte, 1817, um ato solene de inauguração foi realizado, marcando assim a inauguração do templo. A igreja recebe o nome de Nossa Senhora da Conceição, segundo o dogma católico, a concepção da Virgem Maria sem mancha (em latim, macula) do pecado original.
No dia 24 de março de 1848, um grande incêndio destruiu parcialmente a Igreja Matriz, atingindo seu madeiramento, imagens e livros presentes na igreja. Por mais de uma década, a igreja funcionou coberta com palhas de coqueiros, tendo seu processo de restauração realizado entre os anos de 1856 a 1898, com recursos doados por D. Pedro II durante sua visita ao local em 31 de janeiro de 1860. Além de D. Pedro II, o botânico francêsAuguste de Saint-Hilaire elogiou a igreja em sua passagem por Viana.

### Festividades
Todos os anos no dia 8 de dezembro, aniversário da padroeira, acontece uma procissão em comemoração à padroeira com missas e festividades. Em 2020, devido à Pandemia de COVID-19 no Brasil, a festa foi cancelada. A festa foi retomada no ano de 2021.

## Tombamento
Em março de 1983, a igreja passou pelo processo de tombamento junto ao Conselho Estadual de Cultura do Espírito Santo, órgão do governo do estado do Espírito Santo responsável pela manutenção histórica do estado.
No ano de 2014, a igreja passou por um processo de restauração pelo programa programa Patrimônio em Risco financiado pela Secretária da Cultura (SECULT) na gestão do então governador Renato Casagrande (PSB).